# Джон де Мол молодший
Джон(Йоганнес Хендрікус Губерт) де Мол молодший — це голландський медіавласник. Джон є одним із засновників виробничих компаній Endemol і Talpa. Він створив реаліті-шоу Big Brother, Star Academy і The Voice, ігрові шоу Fear Factor і Deal or No Deal та телешоу Я люблю Україну.
У 2023 році Forbes оцінив його статки приблизно в 1,8 мільярда доларів США .